# بيل إتش غروس
بيل إتش غروس (بالإنجليزية: Bill H. Gross)‏ هو رائد أعمال أمريكي، ولد في 13 أبريل 1944 في ميدلتاون في الولايات المتحدة.